# Prosoziales Verhalten
Prosoziales Verhalten bezeichnet in der Sozialpsychologie jedes Verhalten, das darauf abzielt, die Situation einer anderen Person zu verbessern. Prosoziales Verhalten kann aus unterschiedlichen Motivationen heraus erfolgen. Manchmal erfolgt prosoziales Verhalten aus rein egoistischen Motiven. Steht im Gegensatz dazu das Ziel anderen zu helfen oder etwas Gutes zu tun im Vordergrund, ist hierbei von Altruismus die Rede. Empathie für die andere Person gilt als wichtige Voraussetzung für prosoziales Handeln. Liegt diese nicht vor, ist der eigene Nutzen ausschlaggebend, wie beispielsweise die Anerkennung durch Zuschauer.
Prosoziales Verhalten kann durch verschiedene Theorien, wie die Empathie-Altruismus-Hypothese und die Negative-State-Relief-Hypothese, sowie evolutionspsychologische Grundlagen erklärt werden. Zudem gibt es verschiedene Bedingungen und Hindernisse für Hilfeverhalten.

## Erklärungsansätze

### Motive für prosoziales Verhalten
Der amerikanische Sozialpsychologe Daniel Batson erklärt sich die Gründe für prosoziales Verhalten anhand von vier Motiven für prosoziales Verhalten, nämlich dem Altruismus, dem Egoismus, dem Kollektivismus und moralischen Prinzipien. Zu beachten gilt hierbei allerdings, dass nicht nur eines dieser Motive Ursache für prosoziales Verhalten sein muss. Es ist auch möglich, dass mehrere Motive auf dasselbe prosoziale Verhalten einen Einfluss nehmen.

#### Altruistisch motiviertes Hilfeverhalten
Hierbei handelt eine Person freiwillig uneigennützig und selbstlos um anderen zu helfen. Die Kosten übersteigen dabei oftmals den Nutzen für das handelnde Individuum.

#### Egoistisch motiviertes Hilfeverhalten
Der eigene Vorteil bildet hier die Grundlage des Handelns, weshalb die egoistische Verhaltensweise gegenteilig zur altruistischen Verhaltensweise als eigennützig beschrieben wird. Dementsprechend wird Hilfe dann geleistet, wenn das handelnde Individuum eine Gegenleistung oder eine andere Art von Belohnung dafür erwartet. Dazu zählt auch die Intention, das eigene Prestige zu verbessern oder an Beliebtheit zu gewinnen.
Dieses Motiv wird in Austauschtheorien aufgegriffen. Eine Person wägt Kosten und Nutzen der Hilfeleistung ab. Kosten sind beispielsweise Aufwand, Zeit, sich blamieren oder selbst in Gefahr bringen. Nutzen können dagegen Dankbarkeit oder Anerkennung sein. Gleichzeitig gibt es auch Kosten für unterlassene Hilfe: Das Gegenüber kann Schaden nehmen, man selbst wird sozial geächtet oder fühlt sich schuldig. Wenn der Nutzen höher ist als die Kosten für das Hilfeverhalten, hilft die Person.

#### Kollektive Verhaltensweise
Beim Kollektivismus nimmt eine bestimmte Gruppe die höchste Priorität ein, beispielsweise die eigene Familie, eine Partei oder eine Religion, weshalb man hierbei von prosozialem Verhalten sprechen kann, wenn man der jeweiligen Gruppe etwas Gutes tun möchte. Somit wird geholfen, um die Bedingungen des Kollektivs zu verbessern.

#### Prinzipienorientierung
Moralische Prinzipien regen Personen ebenfalls zu prosozialem Verhalten an. Dabei orientiert sich das gezeigte Verhalten an religiösen und ethischen Richtlinien (z. B. Gebot der Nächstenliebe). Es wird prosozial gehandelt, um entsprechende Prinzipien beizubehalten.

### Empathie-Altruismus-Hypothese
Die sozialpsychologische Forschung beschäftigt sich vor allem mit der Frage, ob es echten Altruismus gibt. Unter echtem Altruismus versteht man Hilfeverhalten aus reiner Hilfsbereitschaft. Reine Hilfsbereitschaft widerspricht allerdings dem Prinzip des Homo oeconomicus. Dieses nimmt an, dass Menschen nur dann prosozial handeln, wenn sie dadurch einen Nutzen erwarten.
In diesem Zusammenhang stellt der Sozialpsychologe Daniel Batson die Empathie-Altruismus-Hypothese auf. Diese besagt, dass Menschen altruistisch handeln, wenn sie in einer konkreten Situation Empathie empfinden. Empathie beschreibt die Fähigkeit sich in andere Personen hineinversetzen zu können und deren gegenwärtige Gedanken und Gefühle nachempfinden zu können. Empfinden Menschen in einer Situation keine Empathie, sind andere Faktoren für Hilfeverhalten entscheidend. Hier treten egoistische Motive in den Vordergrund. Nach Batson empfinden Personen Unbehagen, wenn sie eine Person sehen, die Hilfe braucht. Dieses Unbehagen wollen sie verringern. Das geht durch Hilfeverhalten, aber auch indem man die Situation verlässt.
Die Empathie-Altruismus-Hypothese ist durch verschiedene wissenschaftliche Studien belegt. Allerdings gibt es auch Kritikpunkte und Gegenpositionen. Beispielsweise konnte in einer Studie Hilfeverhalten durch Traurigkeit erklärt werden und nicht durch Empathie. In diesem Fall war folglich persönliches Unbehagen die Ursache für prosoziales Verhalten. Durch diese Befunde hat sich die Negative-State-Relief-Hypothese als eine Gegenposition zur Empathie-Altruismus-Hypothese entwickelt.

### Negative-State-Relief-Hypothese
Die Negative-State-Relief-Hypothese von Cialdini besagt, dass in uns eine negative Stimmung hervorgerufen wird, wenn wir eine bedürftige Person sehen. Wir werden motiviert zu helfen, um diese schlechte Stimmung zu lindern. Da es um den Abbau eigener negativer Stimmung geht, handelt es sich hierbei um egoistisch motiviertes Hilfeverhalten.

### Evolutionspsychologische Erklärung
Ausgehend von Charles Darwins Evolutionstheorie, welche besagt, dass nur die am besten angepassten Lebewesen überleben, ist es zunächst schwierig nachzuvollziehen, weshalb Menschen hilfsbereit handeln sollten, wenn diese Handlungen das eigene Überleben riskieren könnten. Eine Erklärung, was Menschen zum Helfen motiviert, stellt die Verwandtenselektion dar. Diese besagt, dass das Ziel seine Gene weitergeben zu wollen auch indirekt durch blutsverwandte Personen geschehen kann. Somit ist es von Vorteil seinen Verwandten zu helfen, sobald deren Leben bedroht ist und sie Hilfe benötigen. Auch die Hilfeleistung gegenüber Personen außerhalb der eigenen Familie lässt sich evolutionspsychologisch erklären. Ein Erklärungsversuch hierfür ist die Reziprozitätsnorm. Unterbewusst besteht gegenüber dem Hilfeempfänger nämlich die Erwartungshaltung, dass andere aus der Gruppe im Falle einer Notsituation einem selbst ebenfalls zur Seite stehen würden. Dementsprechend sichert Hilfsbereitschaft gegenüber Nicht-Verwandten auch in einer gewissen Form das Weiterbestehen der eigenen Gene. Hilfreiches Verhalten ist also zum Teil genetisch bedingt und ergibt evolutionsbiologisch gesehen insofern Sinn, dass es sich langfristig lohnt fair zu handeln. Somit steckt teils auch Egoismus hinter selbstlosem Verhalten.

## Bedingungen für Hilfsbereitschaft und Hindernisse
Des Weiteren ist die Hilfsbereitschaft einer Person situationsabhängig. Das Entscheidungsmodell für Hilfeverhalten von Latané und Darley erläutert, welche fünf Schritte auftreten müssen, damit in einer Notsituation eingeschritten wird.
1. Die Situation muss bemerkt werden.
2. Die Situation muss als Notfall registriert werden.
3. Die Person muss die Verantwortung für die Situation übernehmen.
4. Es wird entschieden, wie geholfen werden kann.
5. Es wird geholfen.[3]

Alle Schritte müssen erfolgen, damit tatsächlich eingeschritten wird. Dabei gibt es verschiedene Störfaktoren, die verhindern können, dass die jeweiligen Schritte umgesetzt werden können. Zu solchen Störfaktoren zählen Ablenkungen, pluralistische Ignoranz, Unklarheiten bezüglich des Gefahrenpotenzials, Verantwortungsdiffusion, fehlende Kompetenz, Angst, Unsicherheit, zu hohe Kosten oder soziale Normen.
Die Anwesenheit von anderen Personen kann auch dazu führen, dass in Notsituationen nicht geholfen wird. Dieses Phänomen wird Zuschauereffekt genannt.

## Entwicklung von prosozialem Verhalten
Bei der Entwicklung von prosozialem Verhalten spielt Erziehung eine wichtige Rolle. Um erfolgreich hilfreich zu handeln, ist auch gelerntes Wissen erforderlich. Durch dieses Wissen können wir erkennen, auf welche Art und Weise in welcher Situation potenziell geholfen werden kann.
Dies erlernen Menschen bereits im Kleinkindalter, indem sie ihre Bezugspersonen beobachten. Hilfeleistungen werden beobachtet, wodurch sie schließlich nachgeahmt und erlernt werden können. Zudem lernen Kinder, die Bedürfnisse anderer zu erkennen und zu verstehen, und wie sie adäquat handeln können, um Probleme zu lösen. Dies hilft Heranwachsenden dabei, die Grundstrukturen für prosoziales Verhalten zu entwickeln.